# 庆孙
庆孙（13世纪？—1313年），元朝军事人物，束吕糺氏，塔不已儿的曾孙，脱察剌的孙子，重喜的儿子。    
庆孙袭职万户，初授宣武将军、管军总管，镇守安乐州。至元十六年（1279年），改镇镇江府。至元十八年（1281年），还镇通州。至元二十年（1283年），进为明威将军。至元二十二年（1285年），移镇十字路。至元二十四年（1287年），领诸翼军镇太湖，教习水战。至元二十九年（1292年），跟随大军征讨爪哇，升为昭勇大将军、征行上万户。将要出发，有旨将其留下。皇庆二年（1313年）去世。子孛兰奚袭职。